# Свято-Покровская церковь (Стрешин)
Свято-Покровская церковь (бел. Свята-Пакроўская царква) — православный храм в посёлке Стрешин Жлобинского района Гомельской области Беларуси. Построен в 1807 году в стиле классицизм. Объект культурной и архитектурной ценности.

## История
Первое упоминание о церкви в Стрешине относится к более раннему деревянному храму, существовавшему на этом месте. В 1807 году на его месте был возведён новый каменный храм в честь Покрова Пресвятой Богородицы. Строительство церкви связано с именем графа Ивана Андреевича Остермана-Толстого, государственного деятеля Российской империи: императрица Екатерина II пожаловала ему местечко Стрешин за заслуги в русско-турецкой войне 1787–1791 годов. По данным источников, храм был заложен графом в 1807 году (это подтвердило найденное при реставрации свинцовое надгробие с текстом о закладке церкви) и освящён в 1811 году на праздник Покрова Богородицы.
Вскоре после постройки этого храма другой владелец Стрешина — герой Отечественной войны 1812 года граф Александр Астерман-Толстой — построил церковь Рождества Богородицы в соседнем имении Саланое (освящена в 1815 году). В XIX веке Свято-Покровская церковь была центром православного прихода, охватывавшего Стрешин и близлежащие деревни. В 1837 году в семье местного священника Иоанна Гошкевича здесь родился будущий святой Белорусской православной церкви — Иоанн Кормянский (в миру Иван Гошкевич). Его отец, отец Иоанн Гошкевич, был настоятелем Покровской церкви приблизительно с 1830-х годов. Согласно житию Иоанна Кармянского, именно в этом храме прошло его детство и формирование духовного пути.
После Октябрьской революции и установления советской власти в 1930-е годы начались гонения на церковь. Стрешинский храм был официально закрыт, кресты с куполов спилены, интерьер разграблен. В 1931 году были арестованы священники Андрей Белюстин и Михаил Мигай. Отец Андрей умер в 1940 году в сталинском лагере, отец Михаил был выслан с семьёй в 1933 году.
Во время немецкой оккупации в годы Великой Отечественной войны оккупационная администрация разрешила возобновление богослужений. В 1941–1942 годах службы были восстановлены. Настоятелем стал Алексей Валяев — профессиональный певец, который позднее ушёл в партизанский отряд, отказавшись сотрудничать с оккупационными властями. После войны в 1949 году православная община получила официальный статус, однако здание церкви лежало в руинах. Службы временно проводились в доме молитвы в деревне Шихов.
В послевоенные десятилетия здание использовалось в хозяйственных целях: под удобрения, соль, затем как конюшня, клуб и ресторан. Неквалифицированная реставрация 1980-х годов нанесла вред: были уничтожены фрески, сняты кресты, упрощён купол.
Возрождение церкви началось в 1989 году, когда храм был возвращён верующим. Молодой священник Василий Пилипенко стал настоятелем и организатором восстановления. Работы поддерживались верующими, местной властью и предприятиями Жлобина. Храм был восстановлен и освящён 28 июля 1991 года архиепископом Гомельским и Мозырским Аристархом.

## Архитектура
Свято-Покровская церковь в Стрешине представляет собой центрическое сооружение, возведённое в стиле классицизма, характерном для первой трети XIX века. Основной объём здания имеет форму правильного четырёхугольника, к которому с четырёх сторон примыкают полукруглые экседры.
Центральная часть храма увенчана невысоким куполом на круглом барабане с фонариком, что придаёт сооружению выразительный силуэт. Первоначально купол завершался крестом, который был утрачён в советский период и восстановлен при реставрации в 1990-х годах.
Фасады здания решены строго и лаконично, с незначительным рустом и простыми пилястрами, оформляющими углы. Главный вход акцентирован прямоугольным порталом. Окна — полуциркульные, в арочных нишах, характерных для храмов этого архитектурного направления.
Интерьер церкви отличается простотой и симметричностью: в центре основного объёма расположена часть для молящихся, откуда через высокие арочные проёмы открывается доступ в притвор, боковые приделы и алтарную часть. Под зданием церкви находится крипта, вероятно, использовавшаяся как родовая усыпальница или для захоронения духовенства.
Первоначальное внутреннее убранство храма не сохранилось: во времена закрытия церкви в 1930-х годах декоративные элементы были утрачены. Также значительный ущерб интерьеру был нанесён в советское время, когда здание использовалось в хозяйственных целях. Частичная реставрация интерьера началась только в конце 1980-х годов.

## Настоятели
- протоиерей Герасим — первый настоятель (с 1807)
- иерей Иоанн Гашкевич — 1830-е гг.
- иерей Андрей Белюстин — 1920-е гг.
- иерей Михаил Мигай — до 1931
- иерей Алексей Валяев — 1942–1943
- иерей Василий Пилипенко — 1989–1992
- иерей Алексей Пилипенко — 1992–1996
- иерей Виктор Демиденко — 1996–1997
- иерей Владимир Шевчук — 1997–1999
- протоиерей Евгений Межуев — с 1999 по наст. время

## Интересные факты
Церковь является памятником архитектуры республиканского значения. В 2010-е годы храм был включён в туристический маршрут «Золотое кольцо Гомельщины». По преданию, в XIX веке в церкви находилась икона «Положение Христа во гроб», подаренная графом Остерманом-Толстым в знак признательности за награду от императора Александра I за участие в Бородинском сражении. В храме почитается память святого праведного Иоанна Кармянского: здесь служил его отец, а в настоящее время в церкви установлен образ с частицей мощей святого.